# Campeonato Acriano de Futebol de 2020
O Campeonato Acreano de Futebol de 2020 foi a 93.ª edição da principal divisão do futebol acreano e a 75.ª organizada pela Federação de Futebol do Estado do Acre (FFAC). Teve o Galvez como campeão e o Atlético Acreano como o vice-campeão. Daniego, do Galvez, e Ciel, do Atlético-AC, foram os maiores goleadores do torneio, com 9 gols.
A competição chegou a ser suspensa pela FFAC por tempo indeterminado devido à pandemia de COVID-19, mas foi retomada na segunda quinzena de agosto.

## Regulamento
A competição deu ao campeão e vice vagas para a Copa do Brasil 2021, para a 2021 e para a Série D de 2021.
Primeiro Turno Nessa fase, as equipes serão divididas em dois grupos de cinco cada, os times do grupo A enfrentarão as equipes do grupo B em jogos só de ida. As duas piores equipes estão eliminadas. Já os dois melhores de cada grupo avançam para as Semifinais. Na semifinal do primeiro turno, o primeiro enfrenta o segundo do próprio grupo em jogo único. Na final, as duas equipes que se classificaram da fase anterior farão um único jogo; o vencedor será o campeão do turno. 
Segundo turno Nessa fase, serão dois grupos de quatro clubes eles enfrentarão os clubes do próprio grupo em jogos só de ida. Se classificam as duas equipes com mais pontos ao final das rodadas. Nas semifinais do segundo turno, o primeiro enfrenta o segundo do grupo oposto em jogo único. Na final também em jogo único o vencedor será declarado campeão.
Final A final será disputada em jogos de ida e volta pelos campeões dos turnos. Caso uma equipe vença os dois turnos será automaticamente declarada campeã do Acreano 2019.

## Equipes participantes

### Informações das equipes
Notas * IND. ^  O Independência desistiu, pouco antes do início da competição, deixando esta, com apenas 9 times.

## Primeiro Turno

### Grupo A
| 1 | Atlético Acreano  | 9 | 4 | 3 | 0 | 1 | 12 | 3  | +9  |
| 2 | Plácido de Castro | 9 | 4 | 3 | 0 | 1 | 12 | 5  | +7  |
| 3 | Rio Branco-AC     | 9 | 4 | 3 | 0 | 1 | 12 | 11 | +1  |
| 4 | Andirá            | 3 | 4 | 1 | 0 | 3 | 7  | 9  | –2  |
| 5 | São Francisco-AC  | 0 | 4 | 0 | 0 | 4 | 4  | 19 | –15 |

|  |                                                 |
|  | Classificados para a Semi Final e Segundo Turno |
|  | Classificados para o Segundo Turno              |

| Andirá            | —     | 1 – 2 | 0 – 2 |       |       |
| Atlético Acreano  |       | —     |       | 1 – 2 | 7 – 0 |
| Plácido de Castro |       | 0 – 2 | —     | 6 – 2 |       |
| Rio Branco-AC     | 4 – 2 |       |       | —     | 4 – 2 |
| São Francisco     | 1 – 4 |       | 1 – 4 |       | —     |

### Grupo B
| 1 | Galvez   | 9 | 3 | 3 | 0 | 0 | 14 | 2  | +12 |
| 2 | Humaitá  | 6 | 3 | 2 | 0 | 1 | 5  | 5  | 0   |
| 3 | Náuas    | 3 | 3 | 1 | 0 | 2 | 6  | 3  | +3  |
| 4 | Vasco-AC | 0 | 3 | 0 | 0 | 3 | 2  | 17 | –15 |

|  |                                                |
|  | Classificados para a Semifinal e Segundo Turno |
|  | Classificados para o Segundo Turno             |

| Galvez   | —     | –     | 2 – 1 | –     |
| Humaitá  | 0 – 4 | —     | 1 – 0 | –     |
| Náuas    | –     | –     | —     | 5 – 0 |
| Vasco-AC | 1 – 8 | 1 – 4 | –     | —     |